# Stenostephanus anderssonii
Stenostephanus anderssonii är en akantusväxtart som beskrevs av Wassh.. Stenostephanus anderssonii ingår i släktet Stenostephanus och familjen akantusväxter. Inga underarter finns listade i Catalogue of Life.